# Super Records
Super Records Ltd. es un sello discográfico independiente operado y perteneciente a la banda británica McFly.

## Formación
El álbum debut de McFly fue número #1 en el Reino Unido, gracias a este hecho McFly se convirtió en la banda más joven en conseguir un álbum debut número #1 en el Reino Unido, récord anteriormente ostentado por The Beatles. 
McFly tenía un contrato firmado con la discográfica Island Records, pero en el año 2008 la banda decidió separarse de Island para formar su propio sello discográfico. La banda aseguró que la relación con Island era amistosa, no obstante, los miembros de la banda querían asumir completamente el control creativo en su cuarto álbum de estudio, Radio:ACTIVE.

## Distribución
Todo el material que Super Records Ltd. es distribuido por otras compañías discográficas mayores en diferentes países.

### Reino Unido
En el Reino Unido todos los álbumes y DVD son distribuidos por una compañía llamada Absolute, perteneciente a Universal Music Group. Artistas como Cascada o Jay Sean también distribuyen su música a través de esta compañía, aunque también pertenecen a sellos discográficos independientes.

### Brasil, España, Sudamérica
En Brasil y en Sudamérica, hasta el año 2010, el material de Super Records fue distribuido por EMI. En Brasil han sido distribuidos 2 álbumes, Radio:ACTIVE y Radio:ACTIVE Live at Wembley (CD) así como el DVD Radio:ACTIVE Live At Wembley
En España EMI Music España publicó el 1 de diciembre de 2009 Radio:ACTIVE CD+DVD. Posteriormente, fruto del nuevo contrato de la banda con Universal Music, Above the Noise, quinto álbum de estudio de la banda, fue publicado el 16 de noviembre de 2010 por Unviersal Music España. El álbum alcanzó el puesto #15 en las listas de ventas españolas.

### Japón
En Japón la música de McFly es distribuida por la compañía Avex Trax que también distribuye a artistas como Jonas Brothers y Miley Cyrus. Avex Trax publicó Radio:ACTIVE en 3 diferentes versiones con 4 camisetas distintas exclusivamente para el país nipón.

### Singapur
En Singapur el álbum Radio:ACTIVE fue publicado el 12 de junio de 2009 por la discográfica Warner Music Singapur.

### Filipinas
En noviembre de 2009, Warner Music Philippines publicó Radio:ACTIVE en formato CD.

## Historia
La primera publicación de la compañía fue "One for the Radio", primer single del álbum Radio:ACTIVE. 
Este álbum, el 20 de julio de 2008, fue regalado de forma gratuita como suplemento en el periódico The Mail On Sunday, repartiendo 2.400.000 copias a los lectores del tabloide, el cual aumentó su número de ejemplares vendidos en 300.000, en dicho día. Posteriormente, el 22 de septiembre de 2008, el álbum salió a la venta en las tiendas del Reino Unido de forma convencional en una edición de lujo llamada Radio:ACTIVE Deluxe Edition, con 4 pistas adicionales, un libro de 32 páginas y un DVD que contenía documentales sobre la grabación del disco en Australia y su posterior promoción. El álbum alcanzó el puesto #8 en las listas de ventas.
Hasta el momento Super Records no ha planeado para firmar ningún otro artista o banda, ya que básicamente el sello se dedica a la publicación de música de McFly, aunque no se descartan futuras contrataciones.[cita requerida]
En el año 2010, McFly anunció un nuevo contrato con Universal/Island, en un acuerdo para dividir al 50% los beneficios entre Super Records y Universal Music. Con motivo de este nuevo contrato los futuros álbumes de la banda serán distribuidos internacionalmente por la propia Universal, no teniendo así Super Records que realizar diferentes contratos en cada país.

## Artistas
- McFly

## Discografía

### Álbumes
| Radio:ACTIVE    | 8  | 26 | 34 | 49 |
| Above the Noise | 20 | 79 | 41 | -  |

### Sencillos
| "One for the Radio"  | 2  | 20 | 12 |
| "Lies"               | 4  | 30 | 14 |
| "Do Ya/Stay With Me" | 18 | —  | 53 |
| "Falling in Love"    | 87 | —  | —  |
| "Party Girl"         | 6  | 31 | 20 |
| "Shine a Light"      | 4  | 48 | 20 |
| "That's The Truth"   | 35 | —  | —  |

### DVD
- Radio:ACTIVE Live At Wembley publicado el 11 de mayo de 2009, y también el primer número #1 que Super Records ha producido.